# Marat Nyýazow
Marat Ataýeviç Nyýazow (ros. Марат Атаевич Ниязов, Marat Atajewicz Nijazow; ur. 28 września 1933 w Aszchabadzie, zm. 8 kwietnia 2009 tamże) – radziecki strzelec.

## Lata młodości
Był synem Aty Nyýazowa (1906-1943), turkmeńskiego pisarza i poety. Strzelectwo uprawiał od dziesiątego roku życia. Studiował na Uniwersytecie Nafty i Gazu im. I.M. Gubkina w Moskwie.

## Kariera
W 1960 wystartował na igrzyskach olimpijskich, na których wystąpił w strzelaniu z karabinu małokalibrowego z 3 postaw z 50 m oraz z karabinu małokalibrowego leżąc z 50 m. W pierwszej konkurencji zdobył srebrny medal z 1145 punktami, a w drugiej zajął 9. miejsce z 585 punktami.
Siedmiokrotny mistrz świata z 1958 i 1962, dziesięciokrotny wicemistrz świata z 1958, 1962 i 1966 oraz trzykrotny brązowy medalista mistrzostw świata z 1958, 1962 i 1966. Trzykrotny mistrz oraz jednokrotny wicemistrz Europy i brązowy medalista ME z 1959. Dziewięciokrotny rekordzista świata, jedenastokrotny rekordzista Europy i trzynastokrotny rekordzista ZSRR. Czternastokrotny mistrz ZSRR z lat 1957-1959, 1961, 1963, 1964, 1966, 1968. Odznaczony orderem Czerwonego Sztandaru Pracy. Zasłużony Mistrz Sportu i Zasłużony Trener Turkmeńskiej SRR.
Reprezentant klubów DOSAAF i Zähmet Aszchabad.

## Losy po zakończeniu kariery
Po zakończeniu kariery pracował jako trener. Zagrał także główną rolę w filmie Kerima Annanowa „Güýz”. Zmarł 8 kwietnia 2009 w Aszchabadzie.